# The Mojos
The Mojos, ook bekend als Stu James & the Mojos, was een Britse beatband uit de jaren 1960.

## Bezetting
Leden
- Stu James (leadzang, piano)
- Nicky Crouch
- Terry O'Toole
- Keith Karlson (basgitaar)
- John "Bob" Conrad

Vroegere leden
- Aynsley Dunbar (drums)
- Lewis Collins (basgitaar)
- Adrian Wilkinson (ritmegitaar, zang)
- Tony Cowell
- Jon Werrell
- Dave Cowell

## Geschiedenis
De band werd opgericht in 1962 als duo onder de naam The Nomads en bestond oorspronkelijk uit Keith Karlson (Alcock) (basgitaar) en John Bob Conrad. In september 1962 werd de band aangevuld met Stu James (Slater) (leadzang, piano), Adrian Lord (Wilkinson) (ritmegitaar, zang). De band ging verder zonder leadgitarist, toen Wood de band verliet. Op aanraden van Beatle George Harrison, werd Terry O'Toole aan de bezetting toegevoegd in augustus 1963. Harrison had ze horen spelen in een jazzclub. De band wijzigde ook de naam in The Mojos in augustus 1963 en Lord veranderde van ritmegitaar naar leadgitaar. De band nam My Whole Life Through op, die werd opgenomen op het compilatiealbum This is Merseybeat bij Oriole Records en de debuutsingle They Say.
Ondanks dat hij de B-kant had geschreven, verliet Wilkinson spoedig na het uitbrengen in oktober 1963 de band en werd vervangen door Nicky Crouch (oprichter van Faron's Flamingos). Deze bezetting bleef tot oktober 1964 en nam de drie hitsingles Everything's Alright (#9), Why Not Tonight (#25) en Seven Daffodils (#30) op, ook als ep. Net als vele van hun generatiegenoten speelde de band in de Star-Club in Hamburg.
In 1964 verlieten Karlson, Conrad en O'Toole de band  en James en Crouch werden vervangen door Aynsley Dunbar en Lewis Collins. Deze bezetting nam de singles Comin' On to Cry en Wait A Minute op. De laatste werd uitgebracht door Stu James & the Mojos voor Decca Records, voordat de band in september 1966 werd ontbonden.
James en Crouch formeerden een nieuwe versie met Deke Vernon (basgitaar) uit Birmingham en Martin Smith (drums) uit Southampton en brachten de single Good-Bye, Dolly Gray uit in februari 1967, die echter de hitlijsten niet haalde. Daarna speelden ze later in dat jaar meerdere maanden in een luxe hotel in Ivoorkust .
James ging terug naar Southampton en herformeerde laat 1967 The Mojos met de plaatselijke muzikanten Eddie Harnett (leadgitaar), Duncan Campbell (basgitaar) en Tony House (drums) en namen Until My Baby Comes Home op bij Liberty Records.
Collins werd acteur en speelde in The Professionals. Dunbar werd een bekend sessiemuzikant, die speelde met Frank Zappa, David Bowie, John Mayall en anderen. Crouch speelt heden in de band Nicky Crouch's Mojos, die leden bevat van andere merseybeat-bands uit de jaren 1960, zoals The Swinging Blue Jeans, Rory Storm & the Hurricanes en Faron's Flamingos.
The Mojos werden herformeerd als tourneeband tijdens de jaren 1970 door de Hal Carter Organisation met verschillende professionele muzikanten, waaronder leadgitarist Tony Cowell (The Tornados, Billy Fury, Marty Wilde, basgitarist Dave Cowell (Fusion Orchestra) en drummer Jon Werrell (The Tornados, Heinz, Dustin Gee, Carl Simmons). Ze steunden Mud en Showaddywaddy bij enkele Britse tournees.

## Discografie

### Singles
- 1963: They Say / Forever
- 1964: Everything's Al'right / Give Your Lovin' To Me
- 1964: Why Not Tonight / Don't Do It Any More
- 1964: Seven Daffodils / Nothin' At All
- 1965: Comin' On to Cry / That's The Way It Goes
- 1965: Wait a Minute / Wonder If She Knows (als Stu James & the Mojos)
- 1967: Goodbye, Dolly Gray / I Just Can't Let Her Go
- 1968: Until My Baby Comes Home / Seven Park Avenue

### Ep's
- 1964: The Mojos

### Compilaties
- 2009: Everything's Alright: The Complete Recordings (RPM Records)